# Dommartin-lès-Vallois
Dommartin-lès-Vallois település Franciaországban, Vosges megyében. Lakosainak száma 52 fő (2022. január 1.). Dommartin-lès-Vallois Sans-Vallois, Senonges, Valfroicourt, Dombasle-devant-Darney és Esley községekkel határos.

## Népesség
A település népességének változása:
| Lakosok száma | 58   | 59   | 57   | 55   | 54   | 54   | 53   | 53   | 52   |
|               | 2013 | 2015 | 2016 | 2017 | 2018 | 2019 | 2020 | 2021 | 2022 |